# Natasha Starr
Natasha Starr (Ostrów Mazowiecka, 10 de octubre de 1987) es una actriz pornográfica polaca nacionalizada estadounidense.

## Biografía

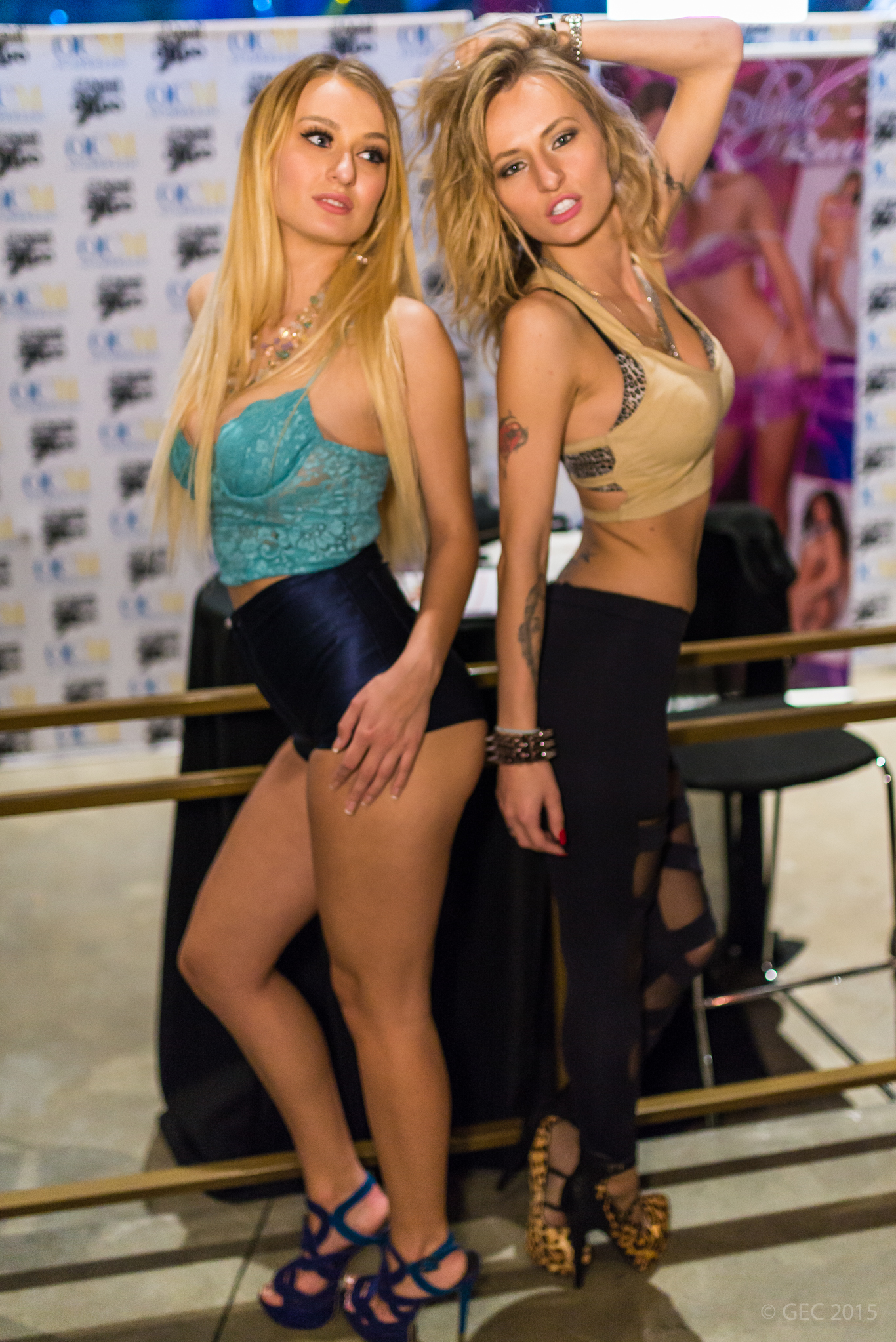
Natasha (izq.) junto a Natalia (dcha.) en la Expo AVN de 2015.

Natashe Starr, nombre artístico de Magdalena Tyszka, nació en la ciudad polaca de Ostrów Mazowiecka en octubre de 1987. En las Navidades del año 2000, a los trece años, se mudó junto a su familia a los Estados Unidos, residiendo en los barrios neoyorquinos de Williamsburg, Brooklyn y Queens.
Es hermana mayor de la también actriz porno Natalia Starr. Juntas han hecho colaboraciones con el nombre de The Starr Sisters, y han aparecido junto a otras actrices como Daisy Marie, Misty Stone, Alexa Aimes, Layton Benton, Cassandra Cruz, Mia Isabella o Vicki Chase en la premier de la séptima temporada de Sons of Anarchy.
Antes de entrar en el porno, estudió en una escuela de cosmetología y trabajó en un salón de belleza durante dos años.
Entró en la industria pornográfica un año antes que su hermana, en mayo de 2011 y a la edad de 25 años. Su primera escena fue para el portal Reality Kings. En sus comienzos, trabajó para compañías amateurs en Nueva York, así como en sesiones fotográficas para Leg Show Magazine para desplazarse después hasta Los Ángeles, donde desarrollaría su carrera profesional.
Desde sus comienzos, ha trabajado para principales estudios del sector como Evil Angel, 21Sextury, Devil's Film, FM Concepts o Girlfriends Films. Además, ha trabajado para sitios web como Brazzers, Reality Kings o Naughty America.
En 2013, The Starr Sisters fueron elegidas Penthouse Pets de la revista Penthouse. Son las primeras hermanas que llegan a ser Penthouse Pets en toda la historia de la revista. Mientras que su hermana Natalia lo fue en julio de 2013, Natasha la sucedió en agosto de ese año.
Algunos títulos de su filmografía son Airtight, BAM Blonde Anal MILFs, In-Room Rubdown, Lex Is Up Her Ass, Orgy Masters 6, Pussy Juice, She's My Stepmom, Sister Swap, The Squirters 2 o Vanilla Killaz.
Hasta la actualidad, ha rodado más de 310 películas.

## Premios y nominaciones
| Año  | Ceremonia                   | Resultado | Premio                                   | Trabajo    |
| ---- | --------------------------- | --------- | ---------------------------------------- | ---------- |
| 2013 | Sex Awards                  | Nominada  | Porn's Best Body                         | —          |
| 2013 | The Fannys                  | Nominada  | Most Heroic Ass (Best Anal)              | —          |
| 2014 | Spank Bank Awards           | Nominada  | BBC Slut of the Year                     | —          |
| 2014 | Spank Bank Awards           | Nominada  | International Fuck Bunny                 | —          |
| 2014 | The Fannys                  | Nominada  | Thirsty Girl (Best Oral)                 | —          |
| 2015 | Premios AVN                 | Nominada  | Premio fan: Mejor culo                   | —          |
| 2015 | Spank Bank Awards           | Nominada  | Gangbanged Princess of the Year          | —          |
| 2015 | Spank Bank Awards           | Nominada  | BBC Slut of the Year                     | —          |
| 2015 | Spank Bank Awards           | Nominada  | The Contessa of Cum                      | —          |
| 2015 | Spank Bank Awards           | Nominada  | DP Diva of the Year                      | —          |
| 2015 | Spank Bank Technical Awards | Ganadora  | Best Honeymoon Hostess                   | —          |
| 2017 | Premios AVN                 | Nominada  | Premio fan: Mejores pechos               | —          |
| 2017 | Premios XBIZ                | Nominada  | Mejor escena de sexo en película parodia | The Donald |
| 2018 | Premios AVN                 | Nominada  | Premio fan: Pechos más espectaculares    | —          |